# Sydower Fließ
Sydower Fließ [ˈzyːdoːɐ̯ ˈfliːs] ist eine Gemeinde im Landkreis Barnim (Brandenburg). Sie wird vom Amt Biesenthal-Barnim mit Sitz in der Stadt Biesenthal verwaltet.

## Geografie
Die Gemeinde liegt nordöstlich der Stadt Bernau bei Berlin. Das Gewässer Sydower Fließ beginnt in der Nähe des Wohnplatzes Sydow inmitten der Gemeinde und verläuft westwärts bis zu seiner Einmündung in das Flüsschen Finow bei Biesenthal.
Siehe auch Liste der Flurnamen in Sydower Fließ

## Gemeindegliederung
Die beiden Ortsteile der Gemeinde sind Grüntal und Tempelfelde. Hinzu kommen die Wohnplätze Friedrich-Wilhelms-Hof, Siedlung und Sydow.

## Geschichte
Grüntal und Tempelfelde gehörten seit 1817 zum Kreis Oberbarnim in der Provinz Brandenburg. 1952 wurde Grüntal in den Kreis Eberswalde, Tempelfelde in den Kreis Bernau im DDR-Bezirk Frankfurt (Oder) eingegliedert. Seit 1993 liegen die Orte im brandenburgischen Landkreis Barnim.
Die Gemeinde Sydower Fließ entstand am 27. September 1998 aus dem freiwilligen Zusammenschluss der bis dahin selbstständigen Gemeinden Grüntal und Tempelfelde. Der Name ist ein Kunstwort und hat bislang noch keinen Eingang in den allgemeinen Sprachgebrauch gefunden.

## Bevölkerungsentwicklung
| Jahr | Grüntal | Tempelfelde |      | Jahr | Sydower Fließ |      | Jahr  | Sydower Fließ |
| ---- | ------- | ----------- | ---- | ---- | ------------- | ---- | ----- | ------------- |
| 1939 | 510     | 530         | 1998 | 931  |               | 2021 | 0973  |               |
| 1946 | 671     | 518         | 2000 | 924  |               | 2022 | 0970  |               |
| 1950 | 732     | 547         | 2005 | 905  |               | 2023 | 0992  |               |
| 1971 | 593     | 579         | 2010 | 866  |               | 2024 | 1.013 |               |
| 1990 | 504     | 457         | 2015 | 921  |               |      |       |               |
| 1995 | 456     | 416         | 2020 | 977  |               |      |       |               |
| 1997 | 465     | 416         |      |      |               |      |       |               |

Gebietsstand des jeweiligen Jahres, Einwohnerzahl: Stand 31. Dezember (ab 1991). Ab 2011 auf Basis des Zensus 2011. Ab 2022 auf Basis des Zensus 2022

## Politik

### Gemeindevertretung
Die Gemeindevertretung von Sydower Fließ besteht aus zehn Gemeindevertretern und dem ehrenamtlichen Bürgermeister. Die Kommunalwahl am 9. Juni 2024 führte zu folgendem Ergebnis:
| Wählergruppe                           | Stimmenanteil 2014 | Stimmenanteil 2019 | Stimmenanteil 2024 |   | Sitze 2014 | Sitze 2019 | Sitze 2024 |
| -------------------------------------- | ------------------ | ------------------ | ------------------ | - | ---------- | ---------- | ---------- |
| Wählergruppe Sydower Fließ             | 55,9 %             | 66,6 %             | 53,8 %             | 6 | 7          | 6          |            |
| Bürgerbündnis Sydower Fließ            | —                  | —                  | 40,2 %             | — | —          | 4          |            |
| Einzelbewerber Anja Lenke              | —                  | —                  | 06,0 %             | — | —          | -          |            |
| Kommunal-Erfahren-Couragiert-Kompetent | 44,1 %             | 33,4 %             | —                  | 4 | 3          | —          |            |

### Bürgermeister
- 1998–2014: Wilhelm Junge[12]
- 2014–2019: Klaus-Peter Blanck (Wählergruppe Kommunal-Erfahren-Couragiert-Kompetent)[13]
- 2019–2024: Simone Krauskopf (Wählergruppe Sydower Fließ)
- seit 2024: Stefan Seemke (Bürgerbündnis Sydower Fließ)

Krauskopf verlor am 9.6.24 mit 47,9 % der gültigen Stimmen die Wahl gegen Seemke.

## Sehenswürdigkeiten

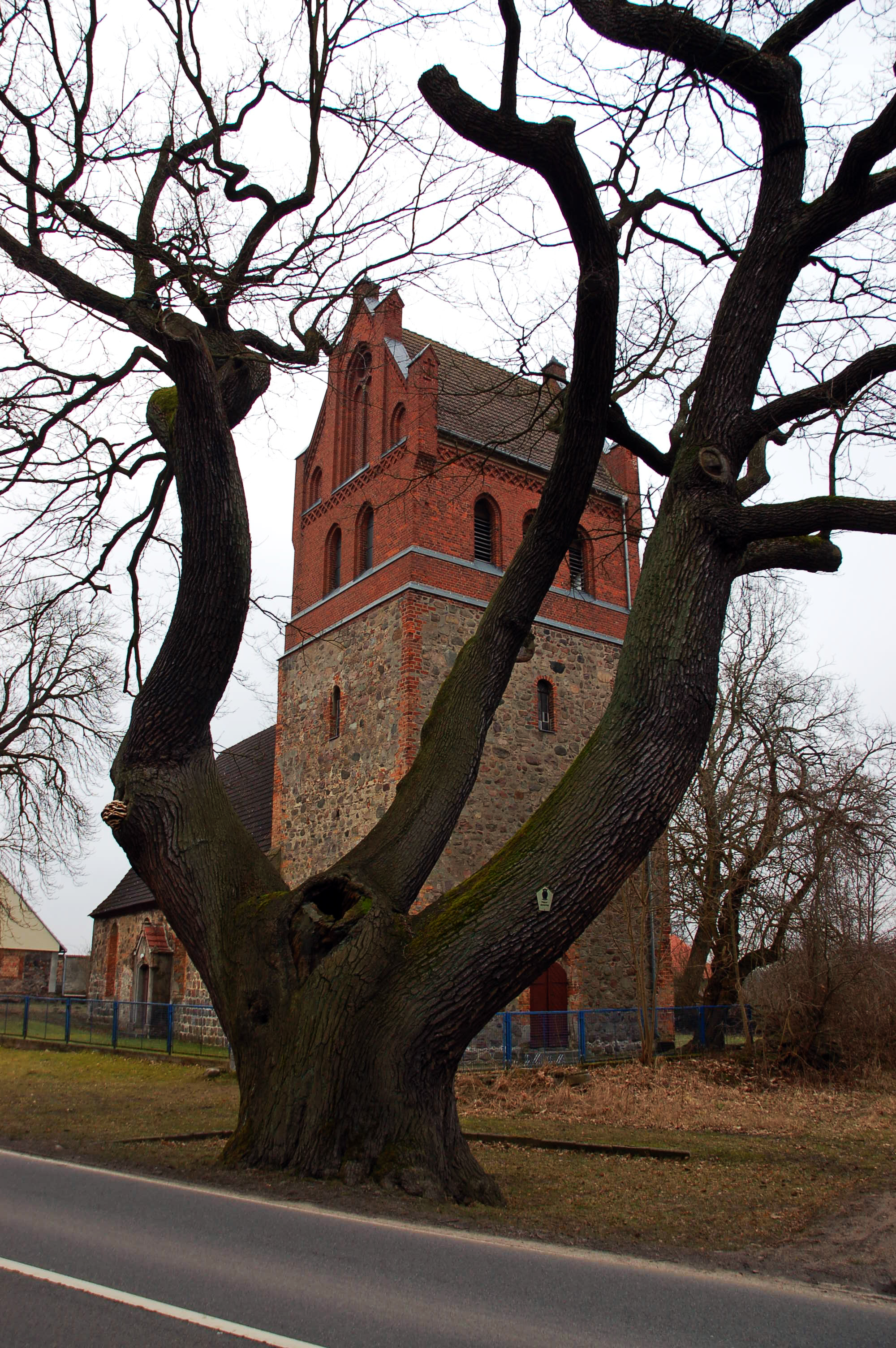
Kirche und Eiche in Grüntal

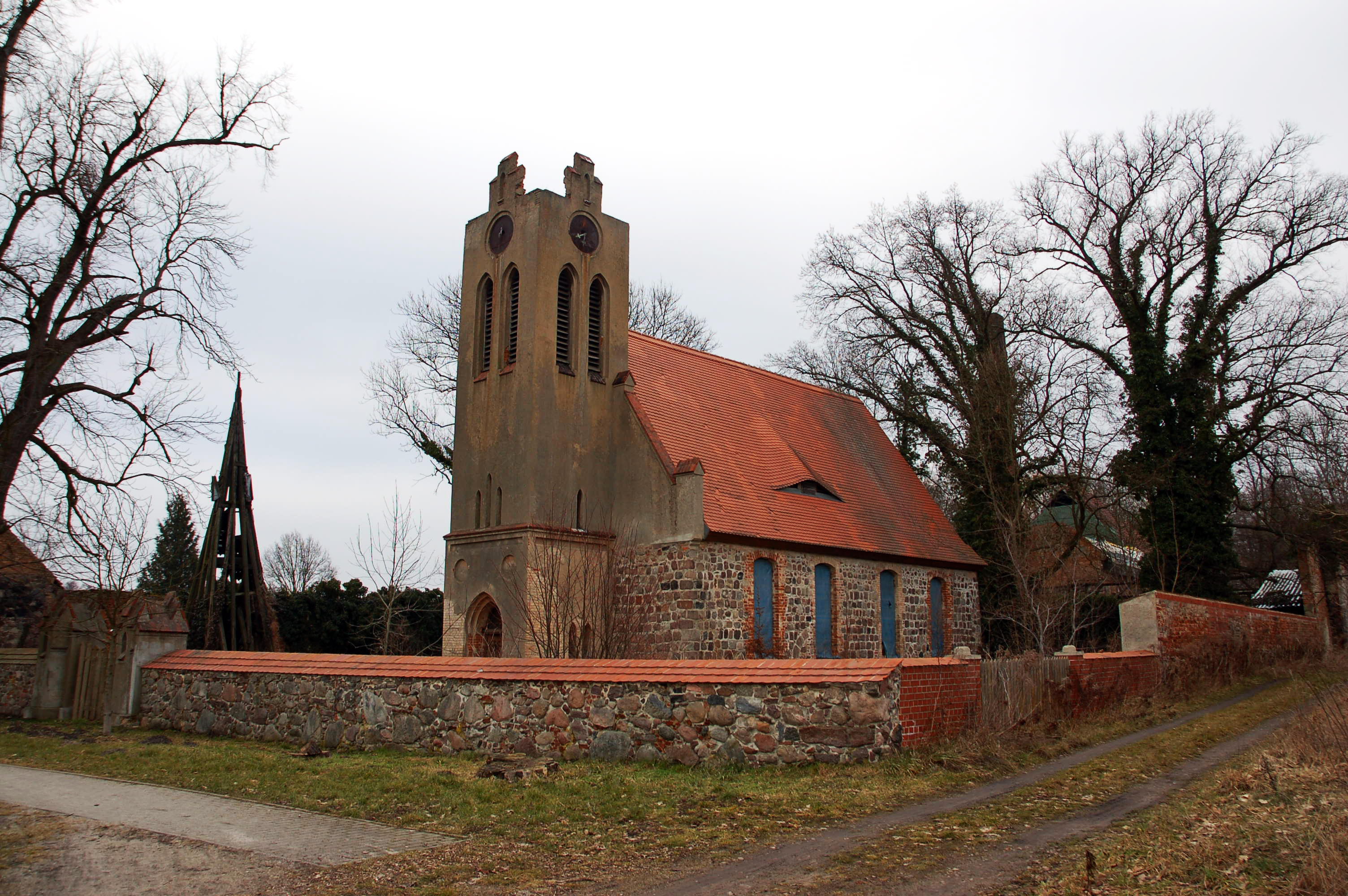
Dorfkirche in Sydow

- Feldsteinkirche in Grüntal, einschiffige Hallenkirche, um 1300 entstanden, im Dreißigjährigen Krieg zerstört, Ende des 17. Jahrhunderts wieder aufgebaut, jetzige Form des Turmes seit 1883
- Grüntaler Eiche, etwa 300 Jahre alte Stieleiche in der Nähe der Kirche[15]

In der Liste der Baudenkmale in Sydower Fließ und in der Liste der Bodendenkmale in Sydower Fließ stehen die in der Denkmalliste des Landes Brandenburg eingetragenen Kulturdenkmale.

## Verkehr
Sydower Fließ liegt an den Landesstraßen L 29 zwischen Biesenthal und Heckelberg-Brunow sowie L 292 von der Gemeinde nach Werneuchen.
Die Gemeinde wird durch die VBB-Buslinien 907 (Bernau–Tempelfelde–Grüntal–Biesenthal) und 918 (Eberswalde–Grüntal–Tempelfelde–Schönfeld–Werneuchen) der Barnimer Busgesellschaft bedient.

## Persönlichkeiten
- Julius Bötzow (1839–1914), Brauereibesitzer in Berlin, Lehrzeit in Grüntal
- Max Josephsohn (1868–1938), Gewerkschafts- und Genossenschaftsfunktionär, in Grüntal geboren

## Sonstiges
In Berlin-Gesundbrunnen ist seit 1895 eine Straße nach Grüntal benannt.